# Seyssel (Ain)
Seyssel – miejscowość i gmina we Francji, w regionie Owernia-Rodan-Alpy, w departamencie Ain.

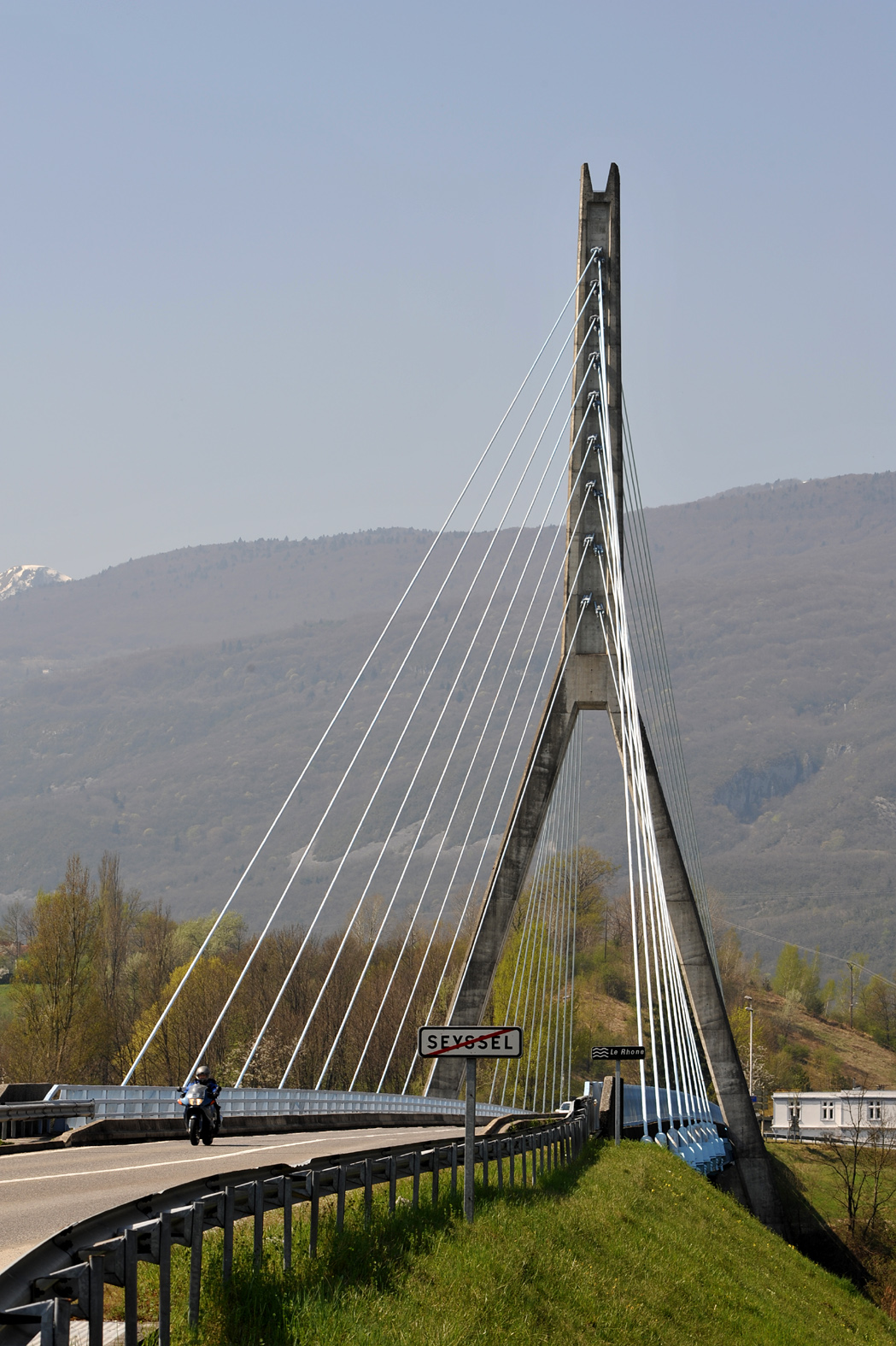
Wiadukt drogowy na rzece Ain (2009 r.)

## Demografia
Według danych na styczeń 2012 roku gminę zamieszkiwało 970 osób, a gęstość zaludnienia wynosiła 404,2 osób/km².